# PALP Festival
Le PALP Festival est un festival valaisan fondé en 2011.

## Historique
Le festival est né en 2011 à Martigny.
En 2013, le festival propose, en complément des événements de la Place Centrale, une série d'animations décentralisée,,. Au fil des éditions, le festival a créé différentes animations, comme l’Electroclette,,. La Rocklette débute en 2016 avec le concert du groupe suisse The Young Gods,.  
Un bal masqué allie costumes, musiques actuelles, patrimoine historique et gastronomie locale. Il a lieu dans le château du Chevalier Pierre de Venthône, forteresse construite à la fin du XIIe siècle et classé monument historique.
Un brunch sur télésiège invite les spectateurs à déguster un brunch local sur le télésiège reliant Champex-Lac et la Breya, puis à profiter d’un concert au sommet. L’artiste Alice Phoebe Lou s’y est notamment produit en 2018.
Le PALP met également sur pied des expositions,,,,.